# Elatostema imbricans
Elatostema imbricans är en nässelväxtart som beskrevs av Stephen Troyte Dunn. Elatostema imbricans ingår i släktet Elatostema och familjen nässelväxter. Inga underarter finns listade i Catalogue of Life.